# Haplochromis theliodon
Haplochromis theliodon är en fiskart som beskrevs av Greenwood, 1960. Haplochromis theliodon ingår i släktet Haplochromis och familjen Cichlidae. IUCN kategoriserar arten globalt som akut hotad. Inga underarter finns listade i Catalogue of Life.